# مندورا
مندورا (mændʒərə) یک شهر ساحلی در ایالت استرالیای غربی استرالیا است که تقریباً در ۷۲ کیلومتری (۴۵ مایل) جنوب مرکز ایالت، پرث، واقع شده است. این دومین شهر پر جمعیت ایالت است، با جمعیتی حدود 117000 نفر، بالاتر از شهر بانبری در نزدیکی آن.
منطقه تجاری مرکزی ماندورا در خور ماندورا واقع شده است که خروجی ای برای ورودی پیل و خور هاروی است. نام این شهر از کلمه نونگار مندجار به معنای محل ملاقات یا تجارت گرفته شده است. یک شهرک برای ماندورا در سال 1831، دو سال پس از تأسیس مستعمره رودخانه سوان ساخته شد، اما تعداد کمی از ساکنان را جذب کرد. تا دوران رونق پس از جنگ در دهه‌های 1950 و 1960، این روستا چیزی بیش از یک دهکده ماهیگیری کوچک بود. در سال‌های بعد، شهرت مندورا برای قایق‌سواری و ماهیگیری، بازنشستگان بسیاری را به‌ویژه توسعه کانال در جنوب شهر جذب کرد. حومه 1000 هکتاری هالز هد در طول دهه 1980 توسط شرکت Parry و هیئت بازنشستگی کارکنان دولتی توسعه یافت - یکی از معاملات بدنام WA Inc که بعداً باعث ایجاد کمیسیون سلطنتی شد.

## جغرافیا
مندورا از جوامع ایزوله برای تعطیلات در امتداد سواحل خور پیل هاروی به یک شهر بزرگ منطقه ای در بیش از یک دهه تبدیل شده است، شبیه به ساحل طلایی در شرق استرالیا. در زمان‌های اخیر، یک شهرک با پرث در امتداد ساحل تشکیل داده است. تنها 18 کیلومتر (11 مایل) جنوب راکینگهام، حومه جنوبی پرث است.
مندورا همچنین به یک جایگزین سبک زندگی محبوب برای بازنشستگان پرث تبدیل شده است و ارتباط آن با CBD پرث با افتتاح خط راه آهن پرث-ماندورا در دسامبر 2007 و اتصال جاده مستقیم به آزادراه کوینانا که در اواخر سال 2010 ساخته شد، تقویت شده است. بررسی مقرون به صرفه بودن 227 شهر در سال 2008، آن را به عنوان کم هزینه ترین شهر استرالیا معرفی کرد.

## تاریخ
مردم نونگر (یا بیبولمون) که در جنوب غربی استرالیای غربی ساکن بودند، این منطقه را ماندجار ("محل ملاقات") نامیدند که به نام امروزی "مندورا" بدل شده است.
در دسامبر 1829، توماس پیل با کارگران، تجهیزات و فروشگاه های کشتی گیلمور از بریتانیا به استرالیای غربی رسید. او هزینه سفر را در ازای اعطای زمین در مستعمره رودخانه سوان تامین کرده بود. یک مدت کمک هزینه این بود که او حداکثر تا 1 نوامبر 1829 وارد می شد، بنابراین اعطای زمین اصلی وی ضبط شد. بدون ترس، پیل یک سکونتگاه کوچک به نام کلارنس در جنوب مستعمره رودخانه سوان در جایی که امروزه به نام وودمن پوینت شناخته می شود، ساخت. پیل که با مشکلات عدیده ای از سکونتگاه و بیماری خود مواجه بود، ساکنان کلارنس باقی مانده را به منطقه ای که امروز به نام ماندورا شناخته می شود، هدایت کرد. اندکی بعد، سایر شهرک نشینان نیز زمین هایی را در ماندورا تصرف کردند، از جمله سالن خانواده ها (که کلبه در هالز هد یکی است. از برجسته ترین مکان های میراث منطقه)، تاکی و ایکات. سرشماری سال 1837 تنها 12 شهرک نشین را در ماندورا ثبت می کند که احتمالاً تنها نماینده 3 خانوار بودند. توماس پیل در سال 1865 درگذشت اما ماندورا در طول سال های منتهی به قرن بیستم، هرچند بسیار آهسته، به رشد خود ادامه داد. ماهی در سال های اولیه فراوان بود و در سال 1870 یک کارخانه کنسرو ماهی در ماندورا تأسیس شد.